# Tom Clancy's Rainbow Six: Extraction
Tom Clancy's Rainbow Six: Extraction est un jeu vidéo survival horror en coopération de un à trois joueurs, développé par Ubisoft Montréal et édité par Ubisoft, sorti le 20 janvier 2022 sur PlayStation 4, Xbox One, Amazon Luna, Stadia, Windows, PlayStation 5 et Xbox Series.

## Système de jeu
Rainbow Six Extraction est un jeu multijoueur coopératif pouvant supporter jusqu'à trois joueurs. Dans Extraction, les agents doivent infiltrer un endroit infesté d'extraterrestres et atteindre des objectifs, tels que collecter des échantillons, extraire des matériaux d'ordinateurs et collecter des informations. Chaque partie, connue sous le nom d'"incursion", est composée de trois sous-cartes interconnectées, et les joueurs se verront attribuer l'un des douze objectifs au hasard dans chaque sous-carte. L'emplacement des objectifs et le placement des ennemis sont procéduralement générés. Une fois que le joueur a atteint son objectif, il peut choisir de s'extraire ou explorer la sous-zone suivante. La nouvelle zone serait plus difficile que la précédente, mais les joueurs reçoivent plus de récompenses en les complétant avec succès. L'extraction précoce garantit la sécurité de tous les agents. Si un opérateur est abattu par l'ennemi, il deviendra perdu au combat et les joueurs ne pourront pas jouer avec lui tant qu'ils ne l'auront pas sauvé lors d'une mission d'extraction. Les personnages qui ont été gravement blessés lors de la mission précédente resteront également blessés et ne récupéreront de la vie que lentement.
De nombreux opérateurs de Siege reviennent dans Extraction, car ils ont formé l'équipe d'analyses Rainbow Exogenous Analysis and Containment Team (REACT) afin de contenir la menace extraterrestre. Avant au début de n'importe quelle mission, les joueurs peuvent choisir leur agent parmi 18 agents. Chaque agent a son propre armement et des capacités uniques. Par exemple, Pulse a un capteur de rythme cardiaque qui lui permet de repérer les ennemis à travers les murs, tandis qu'Alibi peut déployer un leurre holographique pour distraire les ennemis. La composition de l'équipe est primordiale pour réussir, car les joueurs d'une même partie doivent sélectionner trois agents différents. Comme dans Siege, les joueurs peuvent envoyer des drones de reconnaissance pour explorer la zone, barricader les portes et les fenêtres pour bloquer les entrées et tirer à travers certains murs. Les joueurs doivent communiquer et se coordonner pour réussir. Le jeu dispose d'un système de ping qui permet aux joueurs de marquer l'emplacement des ennemis et des ressources aux autres joueurs.
Les extraterrestres présents dans le jeu sont appelés les « Archéens ». En plus des ennemis standard, il existe également des variantes spéciales, telles que les piqueuses qui peuvent tirer des projectiles pointus de leur corps et les racines qui peuvent ralentir considérablement le joueur. Les zones sont couvertes d'une substance noire nommée « émergence ». La vitesse de déplacement des joueurs est considérablement ralentie lorsqu'ils se déplacent sur « l'émergence », tandis que les ennemis deviendront beaucoup plus forts. L'émergence peut être repoussée en tirant dessus. Contrairement à la plupart des autres jeux multijoueurs coopératifs, Extraction a un rythme plus lent. La santé des joueurs ne se régénère pas, et les récupérations de santé, les fournitures et les munitions sont rares. Le jeu furtif est encouragé. Si le joueur est détecté par un adversaire après avoir fait trop de bruit, ou est dans le champ de vision d'un ennemi, celui-ci criera et attirera plus d'ennemis.

## Développement
Le jeu est annoncé lors de l'E3 2019 sous le titre Tom Clancy's Rainbow Six: Quarantine. Il semble se situer dans le futur du jeu Rainbow Six: Siege, comme le montre l'aperçu des agents Ela et Vigil dans le trailer du jeu à l'E3 2019. Initialement prévu pour 2020, le jeu est repoussé en raison de la pandémie de Covid-19.
En février 2021, une illustration du jeu semble suggérer que le jeu sera renommé en Tom Clancy's Rainbow Six: Parasite. Toutefois, Ubisoft annonce en suivant que le jeu sera bien renommé, mais pas sous ce nom qui n'est qu'un placeholder utilisé en interne. Ce n'est qu'en juin 2021 que le nom définitif du jeu est révélé et qui sera donc Tom Clancy's Rainbow Six: Extraction. Le jeu est ensuite annoncé au 16 septembre 2021, avant d'être de nouveau repoussé au 20 janvier 2022. Il est disponible sur PlayStation 4, Xbox One, Amazon Luna, Stadia, Windows, PlayStation 5 et Xbox Series. Le jeu est disponible dès son lancement dans le catalogue Xbox Game Pass.